# Анока (округ)
Ано́ка (англ. Anoka County, /əˈnoʊkə/) — округ в штате Миннесота, США. Административный центр — Анока, крупнейший город — Блейн. По данным переписи за 2010 год число жителей округа составляло 330 844 человека, по оценке Бюро переписи США в 2016 году в городе проживало 345 957 человек.

## География
Округ Анока входит в агломерацию Миннеаполис — Сент-Пол. Площадь округа — 1155 км², из которых 1096 км² — суша, а 60 км² — вода.

### Транспорт
Через округ проходят:
- I-35.
- I-694.
- US 10 (англ. US Highway 10).
- US 169[англ.] (англ. US Highway 169).
- Дорога 47 штата Миннесота[англ.].
- Дорога 65 штата Миннесота[англ.].
- Дорога 97 штата Миннесота[англ.].
- Дорога 242 штата Миннесота[англ.].
- Дорога 610 штата Миннесота[англ.].

## История
Округ был основан 23 мая 1857 года. Административный центр округа город Анока, основанный в 1851 году, дал название и самому округу. В переводе с сиу «Анока» означает «на двух берегах» (по мнению профессора Уильямсора).

## Население

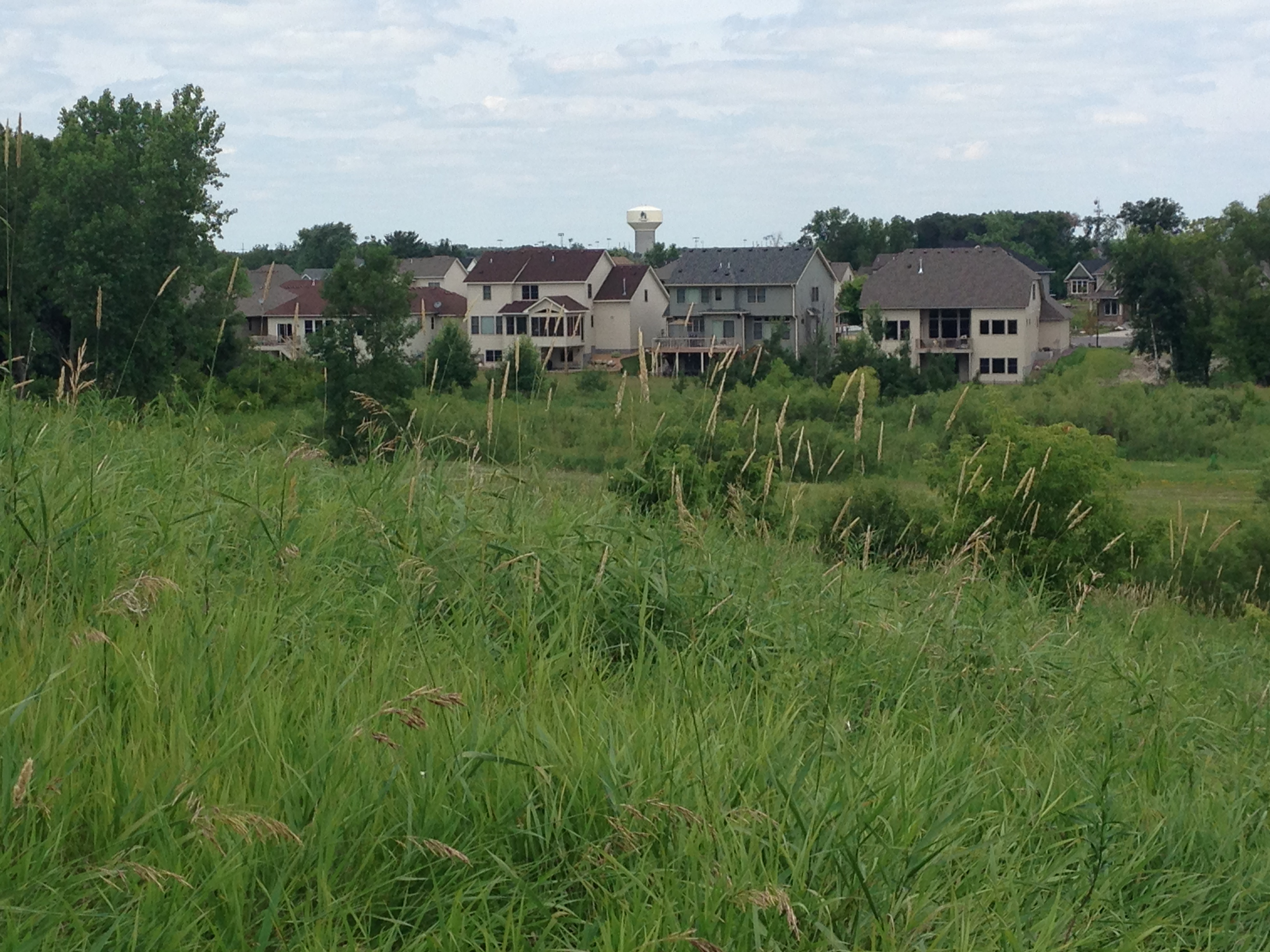
Жилая застройка в городе Блейн

В 2010 году на территории округа проживало 330 844 человека (из них 50,0 % мужчин и 50,0 % женщин), насчитывалось 121 227 домашних хозяйства и 87 823 семьи. Расовый состав: белые — 87,0 %, афроамериканцы — 4,4 %, коренные американцы — 0,7 %, азиаты — 3,9 % и представители двух и более рас — 2,6 %. Согласно переписи 2016 года 31,9 % жителей имели немецкое происхождение, 15,1 % — норвежское, 6,6 % — польское, 11,2 % — ирландское, 5,2 % — английское, 9,9 % — шведское.
Население округа по возрастному диапазону по данным переписи 2010 года распределилось следующим образом: 26,0 % — жители младше 18 лет, 3,6 % — между 18 и 21 годами, 60,7 % — от 21 до 65 лет и 9,7 % — в возрасте 65 лет и старше. Средний возраст населения — 37,1 лет. На каждые 100 женщин в Аноке приходилось 99,9 мужчин, при этом на 100 совершеннолетних женщин приходилось уже 98,3 мужчин сопоставимого возраста.
Из 121 227 домашних хозяйств 72,4 % представляли собой семьи: 56,9 % совместно проживающих супружеских пар (25,4 % с детьми младше 18 лет); 10,6 % — женщины, проживающие без мужей и 4,9 % — мужчины, проживающие без жён. 27,6 % не имели семьи. В среднем домашнее хозяйство ведут 2,70 человека, а средний размер семьи — 3,15 человека. В одиночестве проживали 21,3 % населения, 6,6 % составляли одинокие пожилые люди (старше 65 лет).

## Экономика
В 2016 году из 267 486 трудоспособных жителей старше 16 лет имели работу 184 997 человек. При этом мужчины имели медианный доход в 56 071 доллар США в год против 45 261 доллара среднегодового дохода у женщин. В 2014 году медианный доход на семью оценивался в 86 345 $, на домашнее хозяйство — в 73 579 $. Доход на душу населения — 33 051 $. 5,2 % от всего числа семей в Аноке и 7,4 % от всей численности населения находилось на момент переписи за чертой бедности.